# Pablo Gabas
Pour les articles homonymes, voir Gabas.
Pablo Gabas est un footballeur international costaricien d'origine argentine né le 21 avril 1982 à Rosario. Il évolue au poste de milieu offensif avec le LD Alajuelense.

## Biographie
Pablo Gabas reçoit deux sélections en équipe du Costa Rica lors de l'année 2012.
Il remporte la Coupe des champions de la CONCACAF en 2004 avec le LD Alajuelense.

## Palmarès
- LD Alajuelense
  - Vainqueur de la Coupe des champions de la CONCACAF en 2004
  - Champion du Costa Rica en 2005, 2010 (Apertura), 2011 (Clausura), 2011 (Apertura) et 2012 (Apertura)